# 王璘 (景泰進士)
王璘（1430年—？），字廷秀，江西廬陵縣人，南京犧牲所軍籍，明朝政治人物。同進士出身。

## 生平
景泰元年（1450年）庚午科應天府鄉試第一百七十六名。景泰五年（1454年）甲戌科會試第六十七名，殿試登進士第三甲第一百四十三名。

## 家族
曾祖王文姜。祖父王思與。父王秉惠。